# Lista de woredas da região de Afar
Esta é a lista de woredas da região de Afar, com base na Agência Central Estatística Etíope .

## Zona Administrativa 01 (Afar)
- Afambo
- Asayita
- Chifra
- Dubti
- Elidar
- Cori
- Mille

## Zona Administrativa 02 (Afar)
- Abala
- Afdera
- Berhale
- Dallol
- Erebti
- Koneba
- Megale

## Zona Administrativa 03 (Afar)
- Amibara
- Awash Fentale
- Bure Mudaytu
- Dulecha
- Gewane

## Zona Administrativa 04 (Afar)
- Aura
- Ewa
- Gulina
- Teru
- Yalo

## Zona Administrativa 05 (Afar)
- Artuma
- Dalifage
- Dewe
- Fursi
- Hadele Ele
- Simurobi
- Telalak

## Woredas Especiais
- Argobba